# Sleep (album)
Pour les articles homonymes, voir Sleep.
Albums de Max Richter
Recomposed by Max Richter : Vivaldi, the Four Seasons
(2012) Sleep Remixes
(2016)
Sleep est un album du compositeur Max Richter, sorti le 4 septembre 2015 par Deutsche Grammophon par téléchargement et le 11 décembre 2015 comme un ensemble de 8 CD/1 Blu-ray. L'album est un concept qui porte sur les neurosciences du sommeil, sous forme de berceuse, d'où son titre et sa longueur censée être une nuit de sommeil (durée d'un peu plus de 8 h 24 min au total). Sleep est accompagné simultanément d'un autre album d'une durée d'une heure, intitulé From Sleep, avec 7 pistes additionnelles. Plus tard, en 2016, est également édité Sleep Remixes.
En avril 2017, Sleep a été vendu à plus de 100 000 exemplaires.
La revue Pitchfork le classe 40e des albums ambient.